# فريدريك بالدوين آدامز جونيور
فريدريك بالدوين آدامز جونيور (بالإنجليزية: Frederick Baldwin Adams, Jr.)‏ هو أمين مكتبة أمريكي، ولد في 28 مارس 1910 في غرينتش في المملكة المتحدة، وتوفي في 7 يناير 2001.